# Herb Greene (fotograf)
Herb Greene (3. dubna 1942 – 3. března 2025) byl americký fotograf známý svými portréty hudebníků a kapel ze sanfranciské kontrakultury v 60. a 70. letech 20. století. Mnoho z jeho snímků bylo publikováno v časopisu Rolling Stone, nahrávacími společnostmi a v knihách. Mezi Greeneovy fotografované skupiny osobnosti patří například: Grateful Dead, Janis Joplin, Grace Slick, Led Zeppelin, Rod Stewart, Jeff Beck, The Pointer Sisters, Carlos Santana a Sly Stone.

## Raný život a vzdělání
Herb Greene se narodil 3. dubna 1942 v Indio v Riverside County v Kalifornii a vyrostl v hrušňovém sadu svého otce v Medfordu v Oregonu. Jeho otec cestoval po západním pobřeží a prodával ovoce. Jeho matka, žena v domácnosti, uměla dobře kreslit a ovlivnila ho, aby se věnoval umění. Když se rodina přestěhovala do Yuba City v Kalifornii, Greene navštěvoval kurz kreslení na Yuba City High School. Měl těžkosti, takže když mu učitel místo toho navrhl fotografii, Greene se do studia přihlásil. Koupil si svůj první fotoaparát, Icon Contaflex z roku 1959. Střední školu dostudoval v roce 1960.
V roce 1961 absolvoval Greene kurzy fotografie na City College of San Francisco a později se zapsal na San Francisco State University, kde se specializoval na antropologii a komunikaci.

## Kariéra

### San Francisco šedesátých let
Greene byl součástí sanfranciské umělecké scény 60. let a přítel mnoha psychedelických rockových hudebníků té doby. Jeho fotografie jsou známým dokumentem éry a byly použity jako přebal několika nahrávek, včetně alba Surrealistic Pillow (1967) Jefferson Airplane a alba The Grateful Dead In the Dark (1987) a Dylan & the Dead (1989).
V roce 1961 absolvoval Greene kurzy fotografie na City College of San Francisco a později se zapsal na San Francisco State University, kde se specializoval na antropologii a komunikaci. Poté, co se nastěhoval do bytu poblíž čtvrti Haight-Ashbury, potkal Jerryho Garciu v bluegrassové kavárně zvané „Fox and Hound“. Ti dva se stali přáteli a Greene si zarezervoval svou první práci, portrétní setkání s Garciovou kapelou The Warlocks (později známou jako Grateful Dead).  Jeho nejikoničtějšími snímky byly fotografie pořízené v letech 1965 až 1966; a v roce 1967 Greene řekl, že „scéna skončila“.  Mnoho z jeho pozoruhodných fotografií bylo pořízeno v jeho domácím studiu v San Franciscu na Baker Street 828, ve třetím patře.

#### Hieroglyfická zeď
Ikonická stěna hieroglyfů použitá jako pozadí pro fotografii obálky Surrealistic Pillow spolu s mnoha dalšími slavnými fotografiemi hudebníků ze San Francisca na konci 60. let byla v Greeneově jídelně.  Když z pokoje odstranil tapetu, Greene našel na zdi nápis „Šťastný nový rok“. Než měl šanci zeď přemalovat, jeho spolubydlící ji pokreslil hieroglyfy, které ho původně rozrušily, ale později se staly synonymem obrazu psychedelické hudby San Francisca.  V rozhovoru pro Rolling Stone z roku 2004 Grace Slicková z Jefferson Airplane vzpomínala na Greenovy fotografická sezení v jídelně: „Všichni se tam chodili portrétovat před Herbieho zdí.“

### 70. léta 20. století
Greene pracoval jako módní a hudební fotograf po celá sedmdesátá léta. Fotografoval Carlose Santanu, The Pointer Sisters, Sly Stone, Dr. Hooka a Chicago. V roce 1974 si vysloužil nominaci na cenu Grammy za umělecký směr za studiové album That's a Plenty, The Pointer Sisters.
Jeho práce byla zahrnuta do upravené knihy Annie Leibovitzové, Shooting Stars: the Rolling Stones Book of Portraits (Straight Arrow Press, 1973), spolu s fotografy Jimem Marshallem, Baronem Wolmanem, Annie Leibovitzovou, Nevisem Cameronem, Edem Caraeffem, Davidem Gahrem, Bobem Seidemannem, Barrym Feinsteinem, Ethanem Russellem a dalšími.

### 80. léta 20. století
Greeneova práce s Grateful Dead se znovu rozjela v 80. letech. Nafotografoval s nimi několik sérií, včetně přebalu alba In the Dark (1987) a Dylan & the Dead (1989), živého alba kapely s folkovým zpěvákem Bobem Dylanem. V 90. letech Greeneovo portfolio upevnilo jeho pověst neoficiálního fotografa Grateful Dead. Jeho portréty kapely a jejich současníků ze 60. let se objevily v několika časopisech, včetně Rolling Stone, Relix, Newsweek a dalších. Vydal také několik knih své práce, včetně The Book of the Dead: Celebrating 25 Years with the Grateful Dead (1990), Sunshine Daydreams (1991) a Dead Days: A Grateful Dead Illustrated History (1996). Po Garciově smrti v srpnu 1995 Greene pokračoval ve fotografování přeživších členů Grateful Dead a jejich kapel, včetně The Dead, Boba Weira a RatDog a dále (s Bobem Weirem a Philem Leshem).

### 2000
V roce 1999 se Greene přestěhoval do Maynardu ve státě Massachusetts na západním předměstí Bostonu. Hudebníky už nefotil. Mnoho z jeho snímků je vystaveno v Rock and Roll Hall of Fame v Clevelandu ve státě Ohio.
Greene zemřel ve svém domě v Maynard, Massachusetts, ve věku 82 let 3. března 2025 po dlouhé nemoci.

## Publikace
- Greene, Herb. The Book of the Dead: Celebrating 25 Years With the Grateful Dead, Delta Publishing, 1990.
- Greene, Herb. Sunshine Daydreams, Chronicle Books, 1991.
- Greene, Herb. Dead Days: A Grateful Dead Illustrated History, Acid Test Publishing, 1996.